# Gennaro Barboni
Gennaro Barboni (Matelica, 16 gennaio 1924 – Follonica, 25 marzo 2024) è stato un politico e partigiano italiano.

## Biografia
Nato a Matelica, dopo l'armistizio dell'8 settembre 1943, si arruolò nelle formazioni partigiane della zona, entrando a far parte del 1º Battaglione Mario comandato dal triestino Mario Depangher. Nel dopoguerra si dedicò alla politica come presidente della sezione nella sua città natale del Partito Comunista Italiano, con il quale diventò deputato nel 1975, subentrando all'uscente Renato Bastianelli. Successivamente si trasferì a Follonica dove ricoprì per molti anni la carica di presidente della locale sezione dell'ANPI divenendone poi presidente onorario e componente del Comitato Provinciale "Norma Parenti" dell'ANPI maremmana. Morì a Follonica il 25 marzo del 2024, appena due mesi dopo i festeggiamenti pubblici per il suo centenario organizzati dall'ANPI alla presenza delle autorità e della cittadinanza.